# 袁承序
袁承序（?—?），唐朝雍州长安人。出自陈郡袁氏，袁昂曾孙，袁君正之孙，南陈尚书仆射袁憲之子。
武德年间，齐王李元吉听说其名，召他为齐王府学士。齐王府废，转任建昌县令。在任治理尚清静，吏民怀其德。唐高宗为晋王时，唐太宗选学行之士为僚属，问梁、陈名臣子弟谁可担任。中书侍郎岑文本说：“隋灭陈，百司奔散，袁宪穿朝服站在后主太子身旁，不避白刃。王世充篡隋，群臣上表劝进，袁宪子给事中袁承家称病，不肯署名。此父子可称忠烈。袁承家弟袁承序，风操清亮，清贞雅操，无愧先烈。”于是召袁承序守晋王友，兼侍读，加授弘文馆学士。不久去世。